# 10 Водолея
10 Водолея (лат. 10 Aquarii, HD 199944) — одиночная звезда в созвездии Водолея на расстоянии приблизительно 422 световых лет (около 129 парсеков) от Солнца. Видимая звёздная величина звезды — +6,52m.

## Характеристики
10 Водолея — белая звезда спектрального класса A5V. Радиус — около 2,19 солнечных, светимость — около 31,05 солнечных. Эффективная температура — около 9358 К.